# Tadschikische Sozialistische Sowjetrepublik
Die Tadschikische Sozialistische Sowjetrepublik (Abkürzung TaSSR) war vom 5. Dezember 1929 bis zur Unabhängigkeit Tadschikistans 1991 eine Unionsrepublik der Union der Sozialistischen Sowjetrepubliken.

## Entwicklung
Von 1924 bis 1929 stellte Tadschikistan eine autonome Republik (ASSR) innerhalb der Usbekischen SSR dar, die Tadschikische ASSR. Sie war am 14. Oktober 1924 bei der Auflösung der Volksrepublik Buchara und der Turkestanischen ASSR entstanden und gilt historisch ebenfalls als Teil des „alten“ Turkestan. Der Westen mit der Hauptstadt Duschanbe (bis 1961 Stalinabad) hatte zuvor zum Emirat Buchara gehört, der Norden gehörte zuvor wie Usbekistan der ehemaligen Turkestanischen ASSR an.
Nach der Ausgliederung aus Usbekistan 1929 wurde Tadschikistan eine Unionsrepublik innerhalb der Sowjetunion. Zusätzlich zum Gebiet der ASSR erhielt die Tadschikische SSR die Region um Chodschent, zuvor Teil der Usbekischen SSR. Die Tadschikische SSR war Zentralasiens kleinste Sowjetrepublik und die einzige mit persischsprachiger Titularnation.
Das Gebiet der Tadschikischen SSR untergliederte sich in:
- die Autonome Oblast Berg-Badachschan
- Oblast Kuljab (Kulob) (27. Oktober 1939 bis 24. August 1955, 29. Dezember 1973 bis September 1988)
- Oblast Kurgan-Tube (Qurghonteppa) (7. Januar 1944 bis 23. Januar 1947, 1977 bis September 1988)
- Oblast Leninabad (27. Oktober 1939 bis 28. März 1962, ab 23. Dezember 1970, heute Sughd)
- Oblast Stalinabad (27. Oktober 1939 bis 10. April 1951), Stadt Stalinabad heute Duschanbe
- Oblast Ura-Tube (19. Januar 1945 bis 23. Januar 1947), Stadt Ura-Tube heute Istarawschan
- Oblast Chatlon (ab September 1988)

Nach dem Zerfall der Sowjetunion 1991 erklärte sich Tadschikistan unter Präsident Rahmon Nabijew für unabhängig und war sofort von einem Bürgerkrieg betroffen.
Der Asteroid des äußeren Hauptgürtels (2469) Tadjikistan wurde 1982 nach der Tadschikischen Sozialistischen Sowjetrepublik benannt.